# Manuel Louzã Henriques
Manuel Louzã Henriques (Coentral, Castanheira de Pera, 6 de Setembro de 1933 - Coimbra, 29 de Julho de 2019), foi um artista, escritor e médico psiquiatra português.

## Biografia

### Nascimento e formação
Manuel Louzã Henriques nasceu em 6 de Setembro de 1933, na aldeia do Coentral. Era filho de Diamantino Henriques, natural da Lousã que se tornou emigrante nos Estados Unidos da América.
Em meados dos anos 40, mudou-se para a cidade de Coimbra, para estudar em Coimbra. Enquanto estudante, integrou-se em várias organizações de teor cultural e político, como a República Palácio da Loucura, o Teatro dos Estudantes da Universidade de Coimbra, onde exerceu como vice-presidente, e a Tuna Académica da Universidade de Coimbra. Assumiu-se como opositor ao Estado Novo, tendo-se tornado militante do Partido Comunista Português em 1958. Nesse ano apoiou a candidatura à presidência da república de Arlindo Vicente, e depois a de Humberto Delgado. Em 1962, foi um dos candidatos da Oposição Democrática.
Foi por várias vezes preso pela Polícia Internacional e de Defesa do Estado, uma das quais em Abril de 1962, quando estava a estagiar como estudante da Faculdade de Medicina. Esteve encarcerado até 1965, tendo passado pelo Forte de Peniche, na Prisão de Caxias e Cadeia do Aljube. Após sair da prisão, continuou a colaborar com o Partido Comunista Português. Terminou a licenciatura de medicina em 1959, e a especialidade de Psiquiatria em 1961.

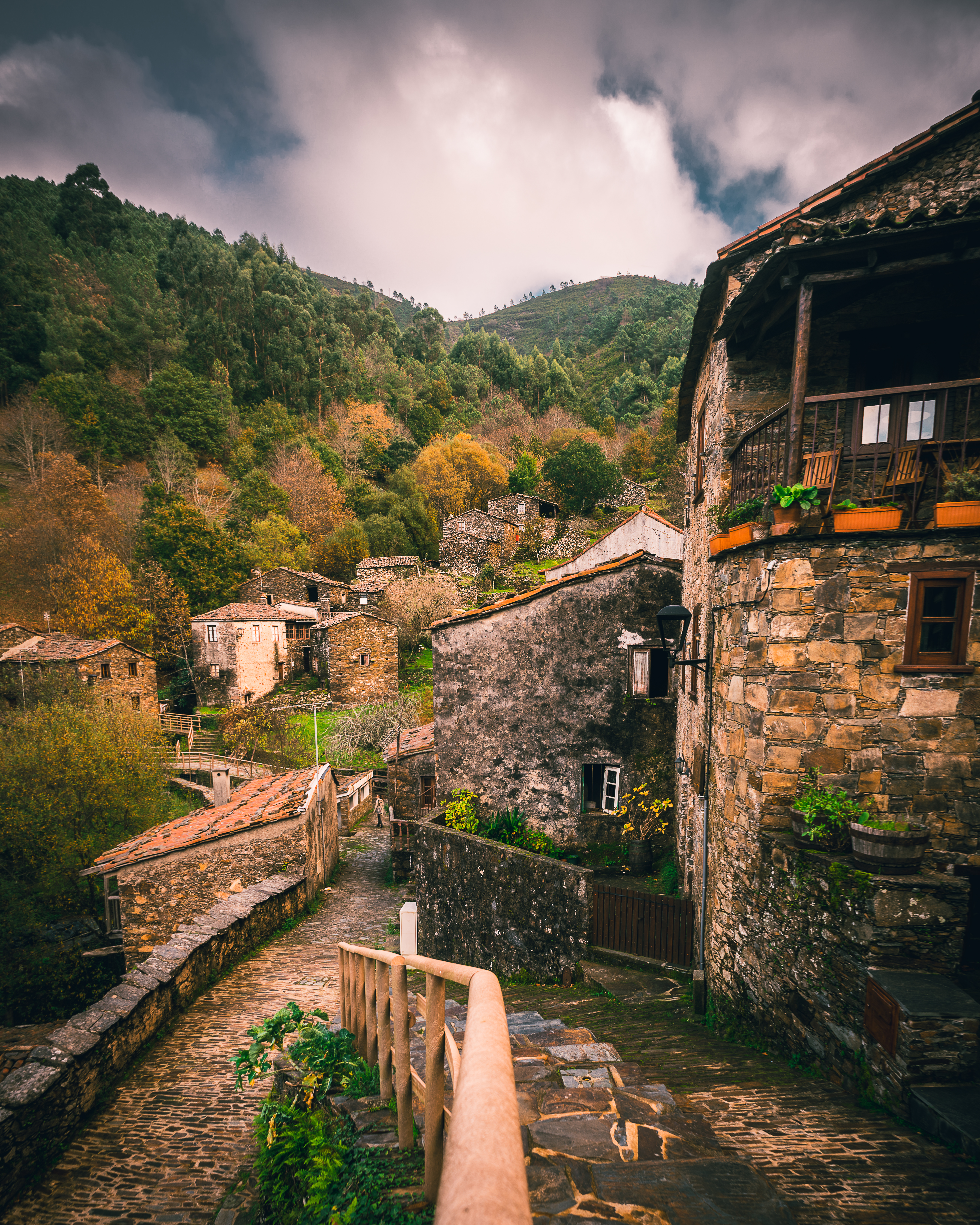
Aldeia do Candal.

### Carreira profissional e artística
No entanto, devido à sua oposição ao regime, foi impedido de praticar como médico até à Revolução de 25 de Abril de 1974, quando montou um consultório particular. Posteriormente, também trabalhou como professor na Faculdade de Medicina. Após a Revolução de 1974, candidatou-se à Assembleia Constituinte, e fez parte das listas da Aliança Povo Unido e da Coligação Democrática Unitária em diversos processos eleitorais.
Destacou-se pelos seus conhecimentos em cultura popular, tendo colaborado em diversos encontros sobre aquele tema, e escrito introduções para discos e livros. Influenciado por grandes autores da cultura portuguesa como Ernesto Veiga de Oliveira, Jorge Dias, Michel Giacometti e Benjamim Pereira, foi um investigador da cultura e etnografia. Foi um defensor do programa das Aldeias do Xisto, como forma de preservar a cultura regional, tendo passado grande parte da sua vida no Candal. Naquela aldeia, recuperou a casa de xisto que pertencia à sua família, e onde foi visitado por Álvaro Cunhal em 1991, quando se realizaram na Lousã as comemorações dos 45 anos do II Congresso Ilegal do Partido Comunista Português.
Também escreveu algumas obras de poesia, que foram recolhidas em colectâneas, e trabalhou como músico. Em Coimbra, colaborou com o Grupo de Etnografia e Folclore da Academia de Coimbra, a Brigada Victor Jara e o grupo Realejo. Em 1978, participou nos primeiros seminários do fado de Coimbra.
Desde muito novo que esteve ligado à Lousã, tendo estado na posse de uma casa no centro da vila, que antes tinha pertencido ao seu pai. Este edifício foi comprado pela autarquia, que ali inaugurou o Museu Etnográfico Dr. Louzã Henriques em 24 de Junho de 2005, com uma colecção de peças relacionadas com a vida diária das populações, como ferramentas e veículos rurais. Também esteve ligado à autarquia da Lousã, para a qual fez vários trabalhos e publicações. A sua colecção, iniciada nos anos 60, incluía instrumentos musicais, ferramentas agrícolas, máquinas de escrever, instrumentos de medicina e aparelhos de reprodução sonora, entre outras peças.

### Falecimento e homenagens
Faleceu em 29 de Julho de 2019 no Centro Hospitalar e Universitário de Coimbra, onde estava internado há uma semana, por motivo de doença. O corpo ficou em câmara ardente na capela mortuária da Igreja de São José, na cidade de Coimbra, tendo o corpo sido depois transportado para o crematório de Taveiro.
Em 24 de Junho de 1993, a Câmara Municipal da Lousã atribuiu-lhe a Medalha de Mérito Concelhio.
Em 2013, a editora Lápis de Memórias lançou a obra Manuel Louzã Henriques - Algures Com Meu(s) Irmão(s), para comemorar os seus 80 anos de vida.